# Маунтин Гроув (Мисури)
Маунтин Гроув (енгл. Mountain Grove) град је у америчкој савезној држави Мисури.

## Демографија
По попису из 2010. године број становника је 4.789, што је 215 (4,7%) становника више него 2000. године.
| Група             | 2000.         | 2010.         |
| Белци             | 4.432 (96,9%) | 4.542 (94,8%) |
| Афроамериканци    | 8 (0,2%)      | 16 (0,3%)     |
| Азијати           | 4 (0,1%)      | 19 (0,4%)     |
| Хиспаноамериканци | 50 (1,1%)     | 105 (2,2%)    |
| Укупно            | 4.574         | 4.789         |